# Половодовское сельское поселение
Половодовское се́льское поселе́ние — муниципальное образование в Соликамском районе Пермского края Российской Федерации.
Административный центр — село Половодово.

## История
В дореволюционный период население сельской сотни села Половодово состояло из государственных крестьян, то есть, были крестьянами, которые не находились в личной крепостной зависимости. Основным занятием являлось земледелие.
Вскоре после сибирского похода Ермака 1582 года в 1597 году посадским человеком Артемием Бабиновым была проложена государственная Бабиновская дорога, которая проходила через село Половодово, деревню Саннико́ву и село Верхние Усолки, и являлась вплоть до 1735 года главным торговым и военным маршрутом соединяющий европейскую часть России с Сибирью и Дальним Востоком.
С 1797 до 1918 года территории Половодовского сельского поселения входили в состав Половодовской волости Соликамского уезда .
В период с 1777 по 1807 год сельская сотня села Половодово была приписана к богословским заводам купца Походяшина и входила вместе с Чердынским уездом в Богословский горнозаводский округ.
В 1807 году сельская сотня села Половодова вышла из Богословского горнозаводского округа, но согласно предписаниям доклада министра финансов А. И. Васильева, высочайше утвержденному 5 марта 1807 года Александром I, продолжала выплачивать средства в доход горнозаводского округа.
В 1918 году волость была преобразована в Половодовский сельский совет.
В 1930 году в Половодовском сельском совете был образован колхоз «Трудовик».
В годы Великой Отечественной войны в Половодовском сельсовете располагалось одно из подразделений трудовой армии, организованной из этнических немцев и других подозреваемых в сочувствии к врагу национальностей. На урочище Чёрные пески появился поселок Чёрное, основанный трудоармейцами. С 1942 по 1946 год в половодовском колхозе работал сосланный в трудовую армию выдающийся деятель пермского здравоохранения Евгений Антонович Вагнер.
В послевоенные годы колхоз «Трудовик» был переименован в колхоз имени Черняховского. В 1964 году на базе колхоза имени Черняховского был образован совхоз «Половодовский». В девяностые годы совхоз стал товариществом с ограниченной ответственностью «Половодовское».
Половодовское сельское поселение образовано в январе 2006 года.
В связи с убыванием сельского населения на протяжении XX века были упразднены некоторые населенные пункты, среди которых село Верхние Усолки (Верх-Усолки), деревни Бугаево, Шарапово, Касимка, Куницына, Саннико́ва и другие.
Статус и границы сельского поселения установлены Законом Пермской области от 9 декабря 2004 года № 1884—410 «Об утверждении границ и о наделении статусом муниципальных образований Соликамского района Пермского края»

## Население
| 2010  | 2012  | 2013  | 2014  | 2015  | 2016  | 2017  |
| ----- | ----- | ----- | ----- | ----- | ----- | ----- |
| 3826  | ↘3762 | ↘3752 | ↘3688 | ↗3694 | ↘3668 | ↘3641 |
| 2018  |       |       |       |       |       |       |
| ↘3594 |       |       |       |       |       |       |

## Состав сельского поселения
| №  | Населённый пункт    | Тип населённого пункта       | Население |
| -- | ------------------- | ---------------------------- | --------- |
| 1  | Городище            | село                         | 898       |
| 2  | Лобанова            | деревня                      | 29        |
| 3  | Лога                | деревня                      | 63        |
| 4  | Малое Городище      | деревня                      | 30        |
| 5  | Осокино             | село                         | 127       |
| 6  | Половодово          | село, административный центр | ↘1292     |
| 7  | Попова-Останина     | деревня                      | 11        |
| 8  | Профилакторий СМЗ   | посёлок                      | 8         |
| 9  | Тренина             | деревня                      | 18        |
| 10 | Уральские Самоцветы | посёлок                      | 36        |
| 11 | Усть-Сурмог         | посёлок                      | 16        |
| 12 | Харюшина            | деревня                      | 50        |
| 13 | Чёрное              | посёлок                      | ↗1056     |

Упразднённые населённые пункты: Вяткино.